# اس‌اس مونا (۱۸۸۹)
اس‌اس مونا (۱۸۸۹) (به انگلیسی: SS Mona (1889)) یک کشتی بود که طول آن 342'5" بود. این کشتی در سال ۱۸۸۹ ساخته شد.